# Lonvitz
Lonvitz ist ein Ortsteil der Stadt Putbus im Landkreis Vorpommern-Rügen in Mecklenburg-Vorpommern.

## Geografie und Verkehrsanbindung
Lonvitz liegt östlich der Kernstadt Putbus an der Landesstraße 29 und östlich der Landesstraße 301. Südöstlich liegt das 157 ha große Naturschutzgebiet Goor-Muglitz.

## Sehenswürdigkeiten
- Bauernhaus (Dorfstraße 20)